# 歌川芳春 (文政年間)
歌川 芳春（うたがわ よしはる、生没年不詳）とは、江戸時代の浮世絵師。

## 来歴
歌川国芳の門人。文政11年（1828年）建立の豊国先生瘞筆之碑に「国芳社中」として「芳春」の名があるが、その他の経歴や作については不明。なお同じ国芳門下の俗名「生田幾三郎」も芳春（一梅斎）を名乗ったが、この人物は碑が立った年の生まれなので別人である。